# Jiří Fischer
Jiří Fischer (Hořovice, 31 luglio 1980) è un ex hockeista su ghiaccio ceco.

## Palmarès

### Mondiali
- 1 medaglia:
  - 1 oro (Austria 2005)